# 山崎香奈
山崎 香奈（やまざき かな）は、TVQ九州放送のアナウンサー。

## 経歴
1990年7月6日生まれ。佐賀県出身。
佐賀県立佐賀西高等学校、北九州市立大学経済学部経営情報学科を卒業。
大学在学中は、川上政行が設立した福岡アナウンススクールに通い大学卒業間際（3月4日）に鹿児島読売テレビ（KYT）から契約アナウンサーの内定をもらう。
2013年4月、鹿児島読売テレビ（KYT）の契約アナウンサーとして入社。2017年3月退社。
2018年10月、TVQ九州放送に報道記者として入社。後にアナウンサーに転向。
2019年1月に結婚し2021年4月3日に公式Twitterで産休・育休に入ることを報告し同年6月に第1子となる女児を出産している。
2022年4月に復職した。
2024年4月1日、『テレQニュースPLUS』のメインキャスターに就任した。

## 人物
アイスクリームラバー。早食いも出来る。娘が寝た後のお楽しみとなった。
食べることも料理も大好き。休日には1日中キッチンにいたことも。
きょうだいは、3つ上の姉が一人いる。
愛称は「ヤマカナ」
中学生の頃から「アナウンサーになりたい」と思っていた。
高校時代は書道部。
大学1年生の夏から先述の福岡アナウンススクールを受講。テレQの番組で学生リポーターをしたことがある。

## 出演中の番組
TVQ九州放送
- テレQニュースPLUS
- テレQニュース

## 過去の出演番組
鹿児島読売テレビ
- ユナイテッド魂 - 鹿児島ユナイテッドFC公式応援番組
- ユメイロ@ネット - 2015年9月から2017年3月まで5代目司会者を務めた

ほか
TVQ九州放送
- ふくおかサテライト - 報道記者として出演
- ふくサテ! - アナウンサーに転向後リポーターとして出演
- 川上政行 You刊ふくおか - メインキャスターの川上はアナウンサースクールの恩師

ほか